# Otago Central Railway
| Hängebrücke über den Manuherikia River |                   |                                   |                                   |
| Streckenlänge: | 236 km            |                                   |                                   |
| Spurweite: | 1067 mm (Kapspur) |                                   |                                   |
| |                   |                                   |                                   |
| \| \| \| Main South Line nach Dunedin \| \| \| \| 0,0 \| Wingatui (Mosgiel) \| Wingatui (Mosgiel) \| \| \| \| Main South Line nach Invercargill \| \| \| \| \| Salisbury \| \| \| \| \| Taioma \| \| \| \| \| Silver Stream, Wingatui Viaduct \| \| \| \| 2,7 \| Anschluss Fonterra \| Anschluss Fonterra \| \| \| \| Parera \| \| \| \| 20,0 \| Mount Allan \| Mount Allan \| \| \| \| Christmas Creek \| \| \| \| 28,0 \| Hindon \| Hindon \| \| \| \| Deep Stream \| \| \| \| \| Flat Stream \| \| \| \| \| The Reefs \| \| \| \| 45,0 \| Pukerangi \| Pukerangi \| \| \| \| Matarae \| \| \| \| \| Matarae Siding \| \| \| \| \| Sutton \| \| \| \| 64,0 \| Middlemarch \| Middlemarch \| \| \| \| Ngapuna \| \| \| \| \| Rock and Pillar \| \| \| \| \| Hyde \| \| \| \| \| Hyde Township \| \| \| \| \| Tiroiti \| \| \| \| \| Kokonga \| \| \| \| \| Waipiata \| \| \| \| 123.5 \| Ranfurly \| Ranfurly \| \| \| \| Wedderburn \| \| \| \| \| Oturehua \| \| \| \| \| Ida Valley \| \| \| \| \| Auripo \| \| \| \| \| Poolburn Viaduct \| \| \| \| \| Lauder \| \| \| \| \| Omakau \| \| \| \| \| Chatto Creek \| \| \| \| \| Galloway \| \| \| \| 207.0 \| Alexandra \| Alexandra \| \| \| 214.0 \| Clyde (neu) \| Clyde (neu) \| \| \| \| Clyde \| \| \| \| \| Doigs \| \| \| \| \| Waenga \| \| \| \| 236.0 \| Cromwell \| Cromwell \| |                   |                                   |                                   |
| Strecke |                   | Main South Line nach Dunedin      | Main South Line nach Dunedin      |
| Bahnhof | 0,0               | Wingatui (Mosgiel)                | Wingatui (Mosgiel)                |
| Abzweig geradeaus und nach links |                   | Main South Line nach Invercargill | Main South Line nach Invercargill |
| ehemaliger Haltepunkt / Haltestelle |                   | Salisbury                         | Salisbury                         |
| ehemaliger Haltepunkt / Haltestelle |                   | Taioma                            | Taioma                            |
| Brücke über Wasserlauf |                   | Silver Stream, Wingatui Viaduct   | Silver Stream, Wingatui Viaduct   |
| Abzweig geradeaus und nach links | 2,7               | Anschluss Fonterra                | Anschluss Fonterra                |
| ehemaliger Haltepunkt / Haltestelle |                   | Parera                            | Parera                            |
| Dienststation / Betriebs- oder Güterbahnhof | 20,0              | Mount Allan                       | Mount Allan                       |
| ehemaliger Haltepunkt / Haltestelle |                   | Christmas Creek                   | Christmas Creek                   |
| Bahnhof | 28,0              | Hindon                            | Hindon                            |
| ehemaliger Haltepunkt / Haltestelle |                   | Deep Stream                       | Deep Stream                       |
| ehemaliger Haltepunkt / Haltestelle |                   | Flat Stream                       | Flat Stream                       |
| ehemaliger Haltepunkt / Haltestelle |                   | The Reefs                         | The Reefs                         |
| Bahnhof | 45,0              | Pukerangi                         | Pukerangi                         |
| ehemaliger Haltepunkt / Haltestelle |                   | Matarae                           | Matarae                           |
| ehemaliger Haltepunkt / Haltestelle |                   | Matarae Siding                    | Matarae Siding                    |
| ehemaliger Haltepunkt / Haltestelle |                   | Sutton                            | Sutton                            |
| Kopfbahnhof Strecke ab hier außer Betrieb | 64,0              | Middlemarch                       | Middlemarch                       |
| Haltepunkt / Haltestelle (Strecke außer Betrieb) |                   | Ngapuna                           | Ngapuna                           |
| Haltepunkt / Haltestelle (Strecke außer Betrieb) |                   | Rock and Pillar                   | Rock and Pillar                   |
| Haltepunkt / Haltestelle (Strecke außer Betrieb) |                   | Hyde                              | Hyde                              |
| Haltepunkt / Haltestelle (Strecke außer Betrieb) |                   | Hyde Township                     | Hyde Township                     |
| Haltepunkt / Haltestelle (Strecke außer Betrieb) |                   | Tiroiti                           | Tiroiti                           |
| Haltepunkt / Haltestelle (Strecke außer Betrieb) |                   | Kokonga                           | Kokonga                           |
| Haltepunkt / Haltestelle (Strecke außer Betrieb) |                   | Waipiata                          | Waipiata                          |
| Bahnhof (Strecke außer Betrieb) | 123.5             | Ranfurly                          | Ranfurly                          |
| Haltepunkt / Haltestelle (Strecke außer Betrieb) |                   | Wedderburn                        | Wedderburn                        |
| Haltepunkt / Haltestelle (Strecke außer Betrieb) |                   | Oturehua                          | Oturehua                          |
| Haltepunkt / Haltestelle (Strecke außer Betrieb) |                   | Ida Valley                        | Ida Valley                        |
| Haltepunkt / Haltestelle (Strecke außer Betrieb) |                   | Auripo                            | Auripo                            |
| Brücke über Wasserlauf (Strecke außer Betrieb) |                   | Poolburn Viaduct                  | Poolburn Viaduct                  |
| Haltepunkt / Haltestelle (Strecke außer Betrieb) |                   | Lauder                            | Lauder                            |
| Haltepunkt / Haltestelle (Strecke außer Betrieb) |                   | Omakau                            | Omakau                            |
| Haltepunkt / Haltestelle (Strecke außer Betrieb) |                   | Chatto Creek                      | Chatto Creek                      |
| Haltepunkt / Haltestelle (Strecke außer Betrieb) |                   | Galloway                          | Galloway                          |
| Bahnhof (Strecke außer Betrieb) | 207.0             | Alexandra                         | Alexandra                         |
| Bahnhof (Strecke außer Betrieb) | 214.0             | Clyde (neu)                       | Clyde (neu)                       |
| Haltepunkt / Haltestelle (Strecke außer Betrieb) |                   | Clyde                             | Clyde                             |
| Haltepunkt / Haltestelle (Strecke außer Betrieb) |                   | Doigs                             | Doigs                             |
| Haltepunkt / Haltestelle (Strecke außer Betrieb) |                   | Waenga                            | Waenga                            |
| Kopfbahnhof Streckenende (Strecke außer Betrieb) | 236.0             | Cromwell                          | Cromwell                          |

Die Otago Central Railway, oft auch irrtümlich Central Otago Railway genannt, war eine Eisenbahnstrecke auf der Südinsel von Neuseeland, welche die Region Otago mit Dunedin und über den Hafen von Port Chalmers mit dem Pazifischen Ozean verbinden sollte.

## Geografie
Die Trasse verlief von Wingatui bei Mosgiel in nordwestlicher Richtung über Middlemarch und Hyde bis nach Waipiata am Taieri River entlang, durchkreuzte über Ranfurly bis nach Wedderburn die Maniototo Plain, um am nördlichen Ausläufer der Rough Ridge mit 618 Höhenmetern den höchsten Punkt auf der Strecke zu erreichen. Von dort aus machte die Linie eine Schwenk nach Westen, um dann weiter in südwestlicher Richtung entlang des Ida Burn und des Manuherikia River über Omakau auf Alexandra zuzusteuern. Der letzte Abschnitt verlief nach einem weiteren Schwenk wieder in nordwestlicher Richtung über Clyde, durch die Cromwell Gorge am Clutha River/Mata-Au entlang bis zur Endstation Cromwell.

## Geschichte

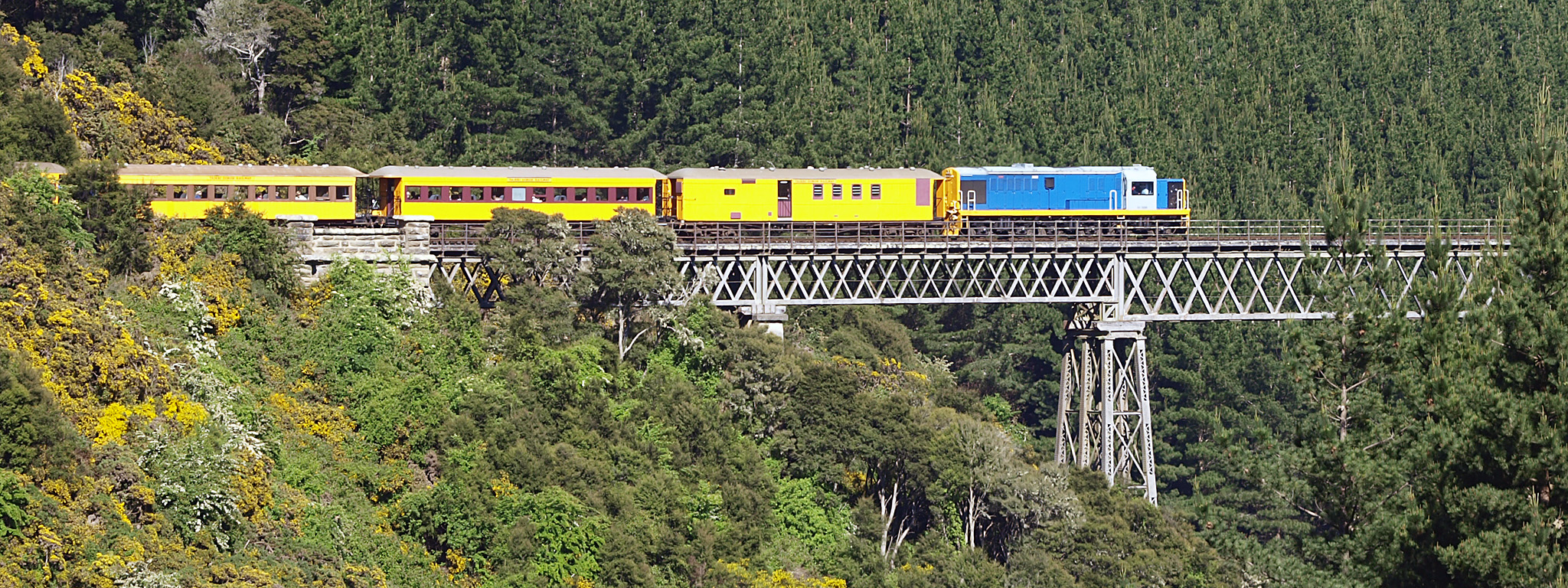
Zug der Taieri Gorge Railway auf dem Wingatui Viaduct

Nach der Entscheidung des Finanzministers Julius Vogel im Jahre 1870, den Ausbau der Infrastruktur und damit auch den Eisenbahnbau in Neuseeland zu forcieren, kam es in den frühen 1880er Jahren im Otago Provincial Council (Provinzialrat) zu einer ergebnislosen Diskussion über die geeignete Streckenführung durch Otago. Sieben Routen standen zur Auswahl, wobei die jeweiligen Risiken jeder einzelnen Route so groß zu sein schienen, dass man 1876 schließlich das Projekt für beendet erklärte. Ein Jahr später griff der Taieri County Council mit der Unterstützung einflussreicher Bürger aus Dunedin das Projekt wieder auf und entschied sich für die Route durch das Tal des Taieri River. Motor dieses Vorhabens war nun die Stadt Dunedin, in der man befürchtete, von der allgemeinen Entwicklung des Schienentransportes abgehängt zu werden.

### Bau der Strecke
Im Juni 1879 wurde mit dem Bau des ersten Streckenabschnittes durch den östlichen Teil der Taieri Plains begonnen, obwohl die damaligen Distrikte Oamaru, South Otago und Southland ihre Zustimmung noch nicht gegeben hatten. Zu Baubeginn glaubte man noch, die Eisenbahnstrecke bis zum Jahre 1884 bis nach Wanaka realisieren zu können. In den folgenden 42 Jahren Trassenbau erreichte man Cromwell und stellte den weiteren Ausbau aus wirtschaftlichen Gründen ein.
Der Bau der ersten Teilstrecke begann in Wingatui, am Abzweig der Main South Line, 13 km von Dunedin entfernt und sollte bis Middlemarch erfolgen. Die erste große Herausforderung stellte sich mit dem Bau des Taioma Viaducts, heute als Wingatui Viaduct bekannt. Die Konstruktion erwies sich als schwieriger als angenommen und verzögerte den gesamten Ausbau um Jahre. Die Stahlkonstruktion der Brücke wurde 1887 fertiggestellt. 1891, nach 64 km Trassenbau und 12 Jahre nach Baubeginn, wurde der erste Teilabschnitt, nicht ohne öffentliche Kritik über den schleppenden Fortschritt des Ausbaus, feierlich eröffnet.
In den folgenden 30 Jahren wurden bis zum endgültigen Baustopp nach und nach weitere Teilabschnitte realisiert. Überall in Otago, wo die Eisenbahnverbindung den Zugang zu dem preiswerten Massentransportmittel schaffte, prosperierte der Handel, die Städte wurden ausgebaut und der Reiseverkehr schaffte neue Märkte und Bedürfnisse. Otago wurde über die Otago Central Railway mit Dunedin, der Hauptstadt Otagos, über die Main South Line, mit Neuseeland und über den Hafen von Port Chalmers, mit dem Rest der Welt verbunden und erlebte dadurch einen wirtschaftlichen Aufschwung. Fast aber wäre Clyde der letzte Bahnhof der Linie gewesen. Die Regierung Neuseelands war nicht bereit, für nur 2.700 Einwohner die ständig steigenden Investitionskosten des Streckenausbaus zu übernehmen. Auf Druck von Siedlern der Cromwell-Region ließ die Regierung den Bau des definitiv letzten Streckenabschnittes im Jahre 1917 beginnen.

### Teilabschnitte
Eröffnung der Teilabschnitte:
- 1891 bis Middlemarch
- 1898 bis Ranfurly
- 1904 bis Omakau
- 1906 bis Alexandra
- 1907 bis Clyde
- 1921 bis Cromwell

### Teilstilllegung
Die erste Teilstilllegung der Strecke erfolgte 1980 auf dem letzten Abschnitt von Clyde nach Cromwell. Dem Bau des Clyde Staudamm und dem damit aufgestauten Lake Dunstan stand die Bahnverbindung im Wege. Bis 1989 wurde der Streckenabschnitt allerdings noch für Materialtransporte für den Staudammbau verwendet.
Im Dezember 1989 wurde vom Minister of Railways Richard William Prebble bekannt gegeben, dass der Betrieb der Otago Central Railway zum 30. April 1990 komplett eingestellt wird.
Die Stadt Dunedin kaufte die Strecke von Wingatui nach Middlemarch der neuseeländischen Regierung ab, um sie privatwirtschaftlich weiterzuführen. Mit öffentlichem Engagement wurden die für die Finanzierung des Projektes benötigten 1,2 Millionen NZ$ aufgebracht. Die Stadt gründete 1995 mit dem Otago Excursion Train Trust zusammen die Betreibergesellschaft Taieri Gorge Limited und baute die Bahnlinie zu der längsten privaten Museumsbahn Neuseelands und zu einer der touristischen Attraktionen der Region aus.

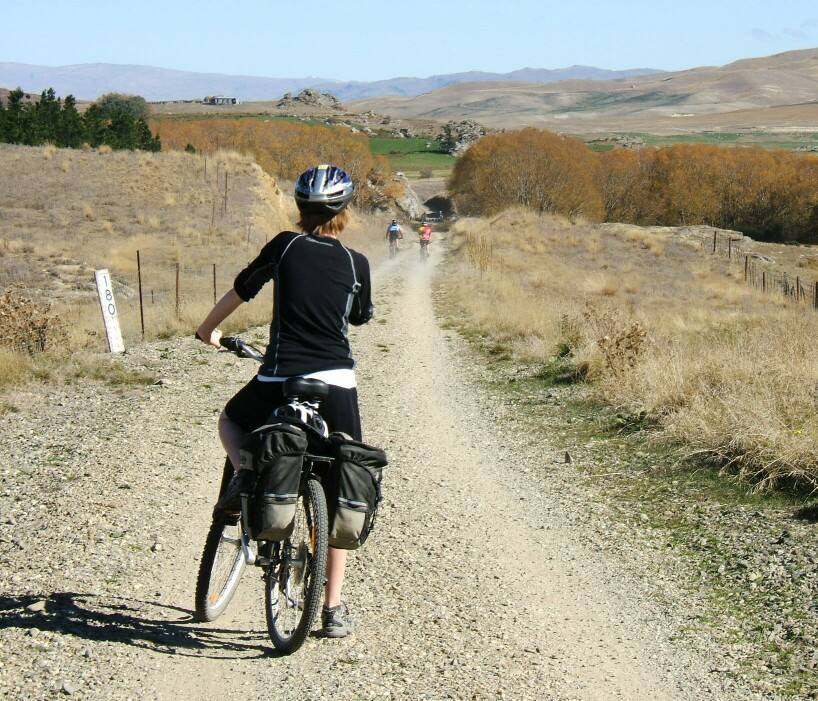
Auf dem Otago Central Rail Trail unterwegs.

Die Trasse von Middlemarch nach Clyde wurde zurückgebaut.

## Heutige Nutzung
Der Streckenabschnitt von Wingatui nach Middlemarch durch die Taieri Gorge wird heute unter dem Namen Taieri Gorge Railway betrieben und stellt mit seinen täglichen Fahrten einen festen Bestandteil des touristischen Programms der Stadt Dunedin dar. Der Museumszug startet vom Bahnhof Dunedin und fährt wechselweise bis nach Pukerangi oder Middlemarch.
Der Rest der früheren Strecke bis nach Clyde wird seit 2000 als Otago Central Rail Trail, der als Rad- und Wanderweg ausgebaut wurde, genutzt. Auf den rund 150 Kilometern folgt der Weg  dem Verlauf der ehemaligen Bahnstrecke, auf der 68 Brücken und drei Tunnels, darunter der Pries Creek Tunnel und die Poolburn George Tunnels liegen. Die Strecke ist für Kraftfahrzeuge gesperrt und mit zahlreichen Hinweistafeln versehen, die, wie der Radwanderweg selbst, vom Department of Conservation unterhalten werden.